# Ventricina

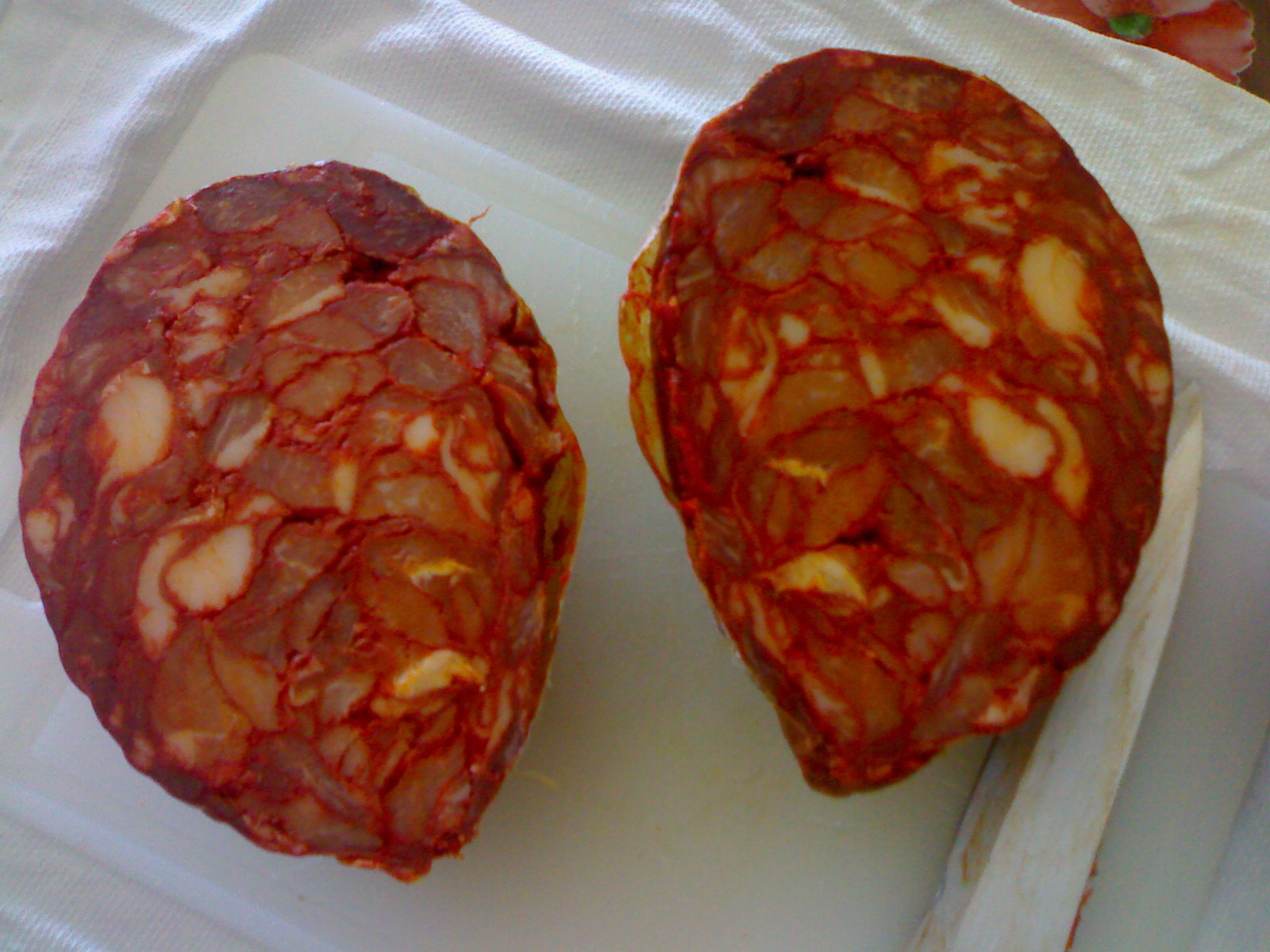
Ventricina de Vasto.

La ventricina es un salami típico de la región italiana de los Abruzos. Tradicionalmente es considerado un fiambre pobre ya que, a diferencia del salami, se preparaba con restos de carne grasa, como el guanciale (papada de cerdo curada y aliñada con pimienta negra). Más recientemente, en un intento por impulsar su comercio, su calidad se ha incrementado disminuyendo el porcentaje de guanciale y sustituyéndola por cortes mejores, como cuello, espalda y jamón, haciéndolo así más magro. La carne se corta a mano, de modo grueso, y se deja reposar cerca de veinticuatro horas antes de embutirla en tripa o vejiga.

## Laventricinade Teramo
Se elabora con carne y grasa de cerdo (estando el porcentaje de grasa entre el 50–60%). La carne y la grasa se trituran finamente añadiendo ajo, sal, pimienta blanca y negra molidas, pimentón dulce y picante, cáscara de naranja, romero, pasta de pimiento y semillas de hinojo. En los Abruzos se añaden a veces otras especias.
La mezcla se deja secar y se cuelga en envoltorios tales como vejiga o estómago de cerdo, en tripa sintética y recientemente en envases de vidrio.

## Laventricinade Vasto
Respecto a la de Teramo tiene un menor porcentaje de grasa (30% del total). La carne se corta en trozos de tamaño no inferior a 2 cm. Las especias son el pimiento cuerno de cabra, tanto dulce como picante, semillas de hinojo y pimienta. 
Debe su nombre al hecho de que en una época los agricultores embutían los cortes grandes de carne de cerdo en el vientre del animal: más que una embutido tenían una reserva de carne apreciada.